# Альфа (спецподразделение КГБ Беларуси)
Группа «А» («Альфа») при Комитете государственной безопасности Республики Беларусь (бел. Група «А» («Альфа») пры Камітэце дзяржаўнай бяспекі Рэспублікі Беларусь) — антитеррористическое подразделение КГБ Беларуси. Одно из наиболее закрытых спецподразделений спецслужб и силовых структур республики.
Бойцы «Альфы» задействуются в проводимых подразделениями КГБ Республики Беларусь оперативно-боевых мероприятиях, связанных с задержанием подозреваемых в шпионаже, захвате заложников, наркоторговле, контрабанде, незаконном обороте оружия и радиоактивных веществ, вымогательстве, нелегальной миграции. Группа «А» участвует в широком спектре контртеррористических мероприятий, в том числе обеспечение безопасности крупных общественных мероприятий (празднование Дня Независимости, II Европейские игры) и охранные мероприятия в отношении президента Республики Беларусь.
Из-за вторжения России на Украину спецподразделение «Альфа» находится под санкциями всех стран Евросоюза, США, Швейцарии и Японии

## История
Группа «Альфа» сформирована в 1974 году при КГБ СССР для локализации и пресечения деятельности террористических и экстремистских организаций, а также особо опасных преступных проявлений.
3 марта 1990 года в соответствии с приказом председателя Комитета государственной безопасности при Совете Министров СССР в структуру группы «А» 7-го Управления КГБ СССР была введена дополнительная группа № 11 со штатом 45 человек и дислокацией в Минске. Специальное оперативно-боевое подразделение предназначалось для локализации и пресечения террористических и экстремистских акций, других особо опасных преступных проявлений на территории Белорусской ССР и прибалтийских республик. В ряды первых белорусских альфовцев после жёсткого отбора вступили лучшие сотрудники органов госбезопасности, в том числе офицеры из нештатной оперативно-боевой группы «Набат» при КГБ БССР, предназначенной для локализации терактов на авиатранспорте.
До января 1992 года группа «Альфа» находилась в распоряжении главного управления охраны при аппарате Президента СССР, после чего вошла в структуру центрального аппарата Комитета государственной безопасности Республики Беларусь и получила официальное название — группа «А» («Альфа») КГБ Республики Беларусь.
С 1992 по 1994 годы подразделение привлекалось для обеспечения защиты руководства страны и членов зарубежных делегаций. В 1990-е подразделение стало участвовать в оперативных мероприятиях по борьбе с организованной преступностью, проявлениями насильственного экстремизма, незаконным вывозом драгоценных металлов, материальных и исторических ценностей за пределы Беларуси.
В октябре 1994 — начале 1995 года при формировании Службы безопасности Президента Республики Беларусь 12 сотрудников «Альфы» составили костяк её руководящего и инструкторского звена.
В ночь с 11 на 12 апреля 1995 года около 600 бойцов и офицеров из группы КГБ «Альфа» приняло участие в избиении и насильственных действиях в отношении 19 депутатов Верховного Совета Республики Беларусь 12 созыва, находившихся в Овальном зале Дома правительства, которые объявили голодовку против референдума об отмене бело-красно-белого флага и герба «Погоня» в качестве государственных символов, ликвидации статуса белорусского языка как единственного государственного, экономической интеграции с Россией и права президента распускать парламент.
В октябре 1999 года между КГБ Республики Беларусь и ФСБ России были подписаны протоколы о сотрудничестве между группой «Альфа» и Центром специального назначения.
В 2008 году по указанию президента А.Лукашенко Совет безопасности Республики Беларусь проверил деятельность всех антитеррористических подразделений. Результаты проверки были положительными. Весной того же года спецподразделение приняло участие в программе подготовки и обмена опытом с венесуэльскими силовиками, отправившись на небольшой срок в Венесуэлу.
В 2012 году по решению руководства КГБ впервые за время существования группу «Альфа» посетили журналисты.
29 июля 2020 года в Минском районе в санатории «Белорусочка» силами группы «Альфа» КГБ Республики Беларусь при поддержке ОМОН ГУВД Мингорисполкома были задержаны 32 гражданина Российской Федерации, которых назвали боевиками частной военной компании Вагнера, прибывшими для дестабилизации обстановки в период избирательной кампании на выборах Президента Республики Беларусь 2020 года.
Согласно сведениям, опубликованным белорусским порталом TUT.BY, c 9 по 11 августа группа «Альфа», предположительно, принимала участие в силовом подавлении протестов в Минске, с применением резиновых пуль и свето-шумовых гранат. Вывод об участии «Альфы» был сделан на основании характерного форменного обмундирования (тактические брюки со встроенными наколенниками), которым, по информации источников интернет-издания, не комплектовались другие белорусские силовые подразделения. В соответствии с данными The Insider, бойцы «Альфы» могут быть причастны к смертельному ранению Александра Тарайковского в ночь с 10 на 11 августа. Минское отделение ветеранов спецподразделения группы «Альфа» БООВ КГБ «Честь» сделало заявление по поводу протестов, в котором ветераны осудили противоправные насильственные действия и произвол в отношении мирных граждан, а также призвали командиров спецподразделений следовать принципу законности, помнить об ответственности за его нарушение, а также «свято хранить верность Присяге белорусскому народу и Конституции Республики Беларусь».

## Отбор бойцов
Критерии, которыми необходимо обладать членам группы «Альфа»:
- Высшее образование;
- Служба в силовых структурах;
- Способность выносить большие физические и психологические нагрузки;
- Возраст от 30 до 35 лет.

## Специфика подготовки
Тактико-специальная подготовка бойцов включает в себя тактики действий в зданиях и сооружениях, на авиационном и железнодорожном транспорте, ведения боя на различной местности, задержания подозреваемых в преступлениях, обеспечения безопасности охраняемых лиц.
В ежедневное расписание бойцов входят следующие виды подготовки: огневая, снайперская, специальная физическая (в том числе рукопашный бой), специальная инженерная, верхолазная, водолазная, водительская (управление различными видами транспорта, в условиях повышенной сложности, под огнем противника), воздушно-десантная (в частности, парашютное и беспарашютное десантирование с применением каната, альпинистского снаряжения), психологическая, военно-медицинская.
Сотрудники подразделения «А» обладают разносторонними специальными знаниями и навыками, имеют отличную стрелковую подготовку, способны выдерживать длительные физические и психические нагрузки, эффективно решая оперативно-боевые задачи. На республиканских соревнованиях и международных турнирах снайперов, бойцов-рукопашников, многоборцев группы «А» регулярно занимают призовые места и считаются одними из сильнейших в СНГ.
С 1990 по 2005 годы белорусская «Альфа» провела свыше 500 операций, не понеся ни единой потери.

## Санкции
6 ноября 2020 года командир «Альфы» Сергей Зубков был включён в «Чёрный список ЕС». Также Зубков попал под санкции Великобритании. 24 ноября к санкциям ЕС присоединились Албания, Исландия, Лихтенштейн, Норвегия, Северная Македония, Черногория, а 11 декабря — и Швейцария. Кроме того, 6 ноября Зубков попал под санкции Канады.
23 декабря 2020 года спецподразделение «Альфа» было включено в санкционный список специально обозначенных граждан и заблокированных лиц США как «пособник режима Лукашенко». 21 июня 2021 года в этот же список был внесён и Зубков.
3 июня 2022 года, на фоне вторжения России на Украину, в ответ на то, что Беларусь «значительно способствовала и поддерживала вторжение России на Украину, а также поддерживала вооруженные силы России», спецподразделение «Альфа» было включено в санкционный список всех стран Евросоюза, США, Швейцарии и Японии

## Командиры
- Лопанов Александр Михайлович (март 1990 — декабрь 1991)
- Бородич Юрий Федорович (январь 1992 — апрель 1995)
- Гришанов Владимир Викторович (май 1995 — апрель 2004)
- Ивинский Николай Алексеевич (май 2004 — ноябрь 2009)
- Чернышёв Олег Анатольевич (ноябрь 2009 — июль 2013)[12]
- Зубков Сергей Евгеньевич (с апреля 2014)[25].